# From Langley Park To Memphis
| Críticas profissionais | Críticas profissionais |
| Avaliações da crítica  | Avaliações da crítica  |
| Fonte                  | Avaliação              |
| ---------------------- | ---------------------- |
| Allmusic               | [ 1 ]                  |

From Langley Park To Memphis é o terceiro álbum da banda pop inglesa, Prefab Sprout, foi lançado de março de 1988. 
O  título foi retirado da letra da canção, "The Venus Of Soup Kitchen", e se refere à vila de Langley Park, na Inglaterra, e à cidade de Memphis, Tennessee, nos Estados Unidos. O álbum inclui participações de Stevie Wonder e Pete Townshend.
O álbum alcançou o número cinco no UK Albums Chart, a posição mais alta para qualquer álbum de estúdio gravado pela banda. O disco recebeu o galardão de prata em Portugal onde o grupo tinha muitos fãs. 

## Faixas
Todas as músicas do álbum foram escritas pelo vocalista Paddy McAloon, que também produziu muitas das faixas.
1. "The King of Rock 'N' Roll" - 4:23
2. "Cars and Girls" - 4:27
3. "I Remember That" - 4:14
4. "Enchanted" - 3:47
5. "Nightingales" - 5:54
6. "Hey Manhattan!" - 4:46
7. "Knock On Wood" - 4:17
8. "The Golden Calf" - 5:06
9. "Nancy (Let Your Hair Down For Me)" - 4:04
10. "The Venus of the Soup Kitchen" - 4:29